# Inna Ilivitzky
Inna Ilivitzky (ur. 11 września 1946 w Helsinkach) – fińska polityk i lekarz weterynarii, posłanka do Parlamentu Europejskiego IV kadencji (1999).

## Życiorys
Z zawodu lekarz weterynarii, dyplom w Helsinkach uzyskała w 1972. Podjęła następnie praktykę w zawodzie.
Zaangażowała się w działalność polityczną w ramach Sojusz Lewicy. Był jedną z przewodniczących Vasemmistonaiset, organizacji kobiecej tego ugrupowania. W kwietniu 1999 objęła wakujący mandat w Europarlamencie, zastępując Outi Ojalę. Wykonywała go do lipca tego samego roku.